# Supercars Championship
Die Supercars Championship ist die populärste australische Tourenwagenrennserie. Die Rennen finden vorwiegend in Australien statt und werden durch einzelne Veranstaltungen im Ausland ergänzt (aktuell Neuseeland und USA, früher auch in den Vereinigten Arabischen Emiraten, Bahrain und China). Eine Rennsaison geht – analog zum Kalender vieler europäischer Serien – von Februar oder März bis November oder Dezember, schließt also den Winter auf der Südhalbkugel mit ein. Der Rennkalender der Supercars Championship beinhaltet etliche verschiedene Austragungsformate, von kurzen Sprintrennen bis hin zu Langstreckenrennen mit Fahrerwechseln.
Die Fahrzeuge sind viertürige Limousinen, die jedoch nur im Aussehen ihren Serien-Pendants nachempfunden sind (Silhouettefahrzeug). Als Basis wird ein einheitliches Chassis verwendet, das mit vielen Einheitsbauteilen und nur wenigen Serienbauteilen ergänzt wird. Die verschiedenen Silhouetten werden unter Aufsicht des Veranstalters auf möglichst ähnliche aerodynamische Eigenschaften angepasst und festgeschrieben. Alle Fahrzeuge müssen einen 5L-V8-Motor verwenden, der vom jeweiligen Hersteller entwickelt wird.

## Fahrzeug

### COTF – Car of the Future (seit 2013)
Um die Serie für weitere Hersteller zu öffnen und das ewige Duell zwischen Holden und Ford spannender zu gestalten, wurde Anfang der 2010er Jahre beschlossen, ein neues Fahrzeugkonzept für die Serie zu entwickeln. Das Car of the Future (COTF) wird seit der Saison 2013 in nunmehr vier verschiedenen Ausführungen eingesetzt. Neben den etablierten Fahrzeugen, dem Falcon FG und dem Holden Commodore VF finden sich seit dieser Saison auch Nissan mit dem Altima sowie eine Version des Mercedes-Benz E63 AMG im Starterfeld.
Technisch wurden die neuen Fahrzeuge in den Bereichen Chassis, Motor und Sicherheit stark gegenüber den 2012er V8 Supercars modifiziert. Alle Fahrzeuge haben dieselben Maße, das heißt, es wurden keine Serienkarosserien nachgebildet. So ist die E-Klasse ca. 90 mm länger als das Serienmodell. Der Motor wurde 100 mm tiefer und ebenfalls 100 mm weiter hinten montiert. So wurde die Sicherheit bei einem Frontalaufprall verbessert. Um größere Bremsen verwenden zu können, werden 18"-Räder verbaut. Ebenfalls wurde der Tank der Fahrzeuge, welcher sich im Heck befindet, weiter in den Fahrzeuginnenraum versetzt.

### Technische Daten
Die 2013 eingesetzten Rennwagen hatten folgende Spezifikationen:
| V8 Supercar 2013 | V8 Supercar 2013                                                            |
| ---------------- | --------------------------------------------------------------------------- |
| Motorbauart      | V8 Saugmotor                                                                |
| Hubraum          | 4998 cm³                                                                    |
| Leistung         | ca. 465 kW (635 PS)                                                         |
| Vmax             | über 300 km/h                                                               |
| Beschleunigung   | ca. 3,5 Sek von 0 auf 100 km/h                                              |
| Antriebsart      | Hinterradantrieb                                                            |
| Getriebe         | manuelles 6-Gang-Sportgetriebe                                              |
| Bremsen vorn     | AP Racing 6-Kolben-Bremssattel, innenbelüftete Scheiben, 395 mm Durchmesser |
| Bremsen hinten   | AP Racing 4-Kolben-Bremssattel, innenbelüftete Scheiben, 355 mm Durchmesser |
| Länge            | 4900 mm                                                                     |
| Breite           | 1800 mm                                                                     |
| Höhe             | 1250 mm                                                                     |
| Gewicht          | 1400 kg inkl. Fahrer                                                        |
| Tankinhalt       | max. 112 Liter                                                              |

## Austragungsmodi
Eine Rennsaison der V8 Supercars umfasst Rennen unterschiedlicher Distanzen und Formate. Pro Wochenende finden 1 bis 4 Rennen auf derselben Strecke statt. Die Punkteverteilung wird für die einzelnen Rennen so angepasst, dass die Gesamtzahl an ausgeschütteten Punkten pro Rennwochenende gleich bleibt.
Für die Saison 2014 wurden die Rennformate "Super Street" und "Super Sprint" eingeführt, die den Großteil des Rennkalenders abdecken. Dazu kommen die drei Langstrecken-Veranstaltungen, für die jeweils leicht abgeänderte Regeln gelten.
Alle Rennen werden stehend gestartet.

### Qualifikationstraining
Üblicherweise wird für jedes Rennen ein separates Qualifikationstraining durchgeführt, meist am Morgen des Renntages. Qualifikationssitzungen für Rennen am gleichen Tag können auch direkt aufeinanderfolgend stattfinden, mit nur wenigen Minuten Pause dazwischen.
Speziell für das Sandown 500 gilt ein alternatives Format, bei dem die Startaufstellung über zwei Qualifikationsrennen (je 1 Rennen für Gastfahrer und Stammfahrer) ermittelt wird.

### Super Street
Samstags werden zwei Rennen mit je 125 km Distanz gefahren, wobei der Zeitplan vorsieht, dass der Zieleinlauf des zweiten Rennens in der Abenddämmerung stattfindet (Twilight Race). Am Sonntag folgt ein einzelnes Rennen mit 250 km Distanz.
Die Startaufstellungen für die 125-km-Rennen werden in zwei getrennten, 15-minütigen Qualifikationssitzungen am Freitag ermittelt. Die Qualifikation für das 250-km-Rennen wird am Sonntagmorgen ausgetragen und umfasst eine 20-minütige Qualifikationssitzung, gefolgt von einem Einzelzeitfahren der schnellsten 10 Fahrer (Top 10 Shootout).
In den 125-km-Rennen erhält der Sieger je 75 Punkte. Im 250-km-Rennen erhält der Sieger 150 Punkte.

### Super Sprint
Samstags werden zwei Rennen mit je 100 km Distanz gefahren. Am Sonntag folgt ein einzelnes Rennen mit 200 km Distanz.
Die Startaufstellungen für die 100-km-Rennen werden in zwei getrennten, 15-minütigen Qualifikationssitzungen am Freitag ermittelt. Die Qualifikation für das 200-km-Rennen wird am Sonntagmorgen als 20-minütige Qualifikationssitzung ausgetragen.
In den 100-km-Rennen erhält der Sieger je 75 Punkte. Im 200-km-Rennen erhält der Sieger 150 Punkte.

### Langstreckenrennen (Pirtek Enduro Cup)
Für die Veranstaltungen Sandown 500, Bathurst 1000 und Gold Coast 600 teilt sich jeder Stammfahrer sein Fahrzeug mit einem Assistenten (Co-Driver), um die hohen Distanzen von 500, 1000 und 2 × 300 km bewältigen zu können. Die Assistenzfahrer stammen meist aus den australischen Nachwuchs- und Sekundärserien, manchmal werden jedoch auch internationale Fahrer eingeladen oder bereits zurückgetretene V8-Supercar-Fahrer für diese drei Rennen aus dem Ruhestand geholt.
Seit 2013 wird unter dem Namen Pirtek Enduro Cup eine separate Auszeichnung für die erfolgreichsten Fahrer der drei Langstreckenrennen vergeben. Es zählen nur die Punkteresultate aus diesen drei Rennen.
Sandown 500
Samstags wird in einem speziellen Verfahren die Startaufstellung ermittelt:
- Ein 20-minütiges Qualifying ermittelt die Startaufstellung für das Qualifikationsrennen Nr. 1.
- Das Qualifikationsrennen Nr. 1 über 60 km wird von den Assistenzfahrern bestritten. Das Ergebnis bildet die Startaufstellung für Rennen Nr. 2.
- Die Stammfahrer bestreiten das Qualifikationsrennen Nr. 2 über 60 km. Das Ergebnis ergibt die Startaufstellung für das Sandown 500 am Sonntag.

Nach einem kurzen Warm-Up am Sonntagmorgen folgt das Rennen über 300 km. Der Sieger erhält 300 Meisterschaftspunkte, für die Qualifikationsrennen werden keine Punkte vergeben.
Bathurst 1000
Der Saisonhöhepunkt ist das 1000-km-Rennen auf dem Mount Panorama Circuit (Bathurst).
Freitags findet ein 40-minütiges Qualifying statt, gefolgt von einem Einzelzeitfahren der besten 10 Fahrer am Samstag. Am Sonntag findet das ca. 6-stündige Bathurst 1000 statt. Der Sieger erhält 300 Meisterschaftspunkte.
Gold Coast 600
Das Gold Coast 600 besteht aus je einem 300-km-Rennen am Samstag und am Sonntag. Die Qualifikation findet jeweils am Renntag statt und umfasst je eine 30-minütige Qualifikationssitzung und – nur am Samstag – ein Top 10 Shootout. Pro Rennen erhält der Sieger 150 Meisterschaftspunkte.
Bis zur Saison 2012 musste sich beim Gold Coast 600 jeder Stammfahrer das Fahrzeug mit einem internationalen Gastfahrer teilen. Unter anderen nahmen dadurch auch etliche frühere Formel-1-Fahrer wie Nick Heidfeld, Sebastien Bourdais und Mika Salo am Gold Coast 600 teil. Aufgrund der mangelnden Erfahrung der Gastfahrer mit der diffizilen Handhabung des Fahrzeugs, des engen Stadtkurses in Surfers Paradise/Gold Coast und den daraus resultierenden hohen Kosten durch Unfälle wurde diese Regel zur Saison 2013 jedoch abgeschafft.